# Assassinio sul treno
Assassinio sul treno è un film del 1961 diretto da George Pollock, tratto dal romanzo di Agatha Christie Istantanea di un delitto (4.50 from Paddington).
È il primo di una serie inglese di quattro film su Miss Marple interpretati da Margaret Rutherford, cui seguirono Assassinio al galoppatoio, Assassinio sul palcoscenico e Assassinio a bordo.

## Trama
Appisolata sul treno che la porta a casa, Miss Marple, in un tratto in cui la linea ferroviaria è a quattro binari, è svegliata da un convoglio che affianca e supera il suo. La tendina di uno scompartimento si alza improvvisamente, rendendola testimone dello strangolamento di una donna. Nessuno però vuole crederle, nemmeno l'Ispettore di Scotland Yard Craddock, poiché non si è trovato alcun cadavere e nessuno sembra aver visto una donna come quella descritta salire sul treno. Ma Miss Marple non si arrende: dopo una serie di sopralluoghi, ipotizza che il cadavere sia stato nascosto nella tenuta degli Ackenthorpe. Fattasi assumere come domestica, l'arzilla vecchietta inizia la sua indagine per ritrovare il corpo e l'assassino.
Nella tenuta degli Ackenthorpe Miss Marple fa la conoscenza con il resto della servitù, con il signor Ackenthorpe (burbero e semi-invalido) e i suoi 4 figli: Emma (che si prende cura del vecchio), Cedric (pittore libertino), Harold (un finanziere grigio e convenzionale), Alfred (coinvolto in affari poco puliti). Tutti costoro erano presenti alla villa il giorno dell'omicidio per festeggiare il compleanno di lord Ackenthorpe, insieme a Brian Eastley, vedovo dell'altra figlia di lord Ackenthorpe - Edith - e al figlio Alexander, burlone e curioso, erede del carattere del nonno. Lor Ackenthorpe aveva anche un altro figlio, Edmund, morto in guerra. Un visitatore abituale della casa è anche il Dottor Quimper, che si occupa del vecchio Luther e che è attratto - ricambiato - da Emma, che però preferisce mantenere segreta la relazione per paura del padre.
Miss Marple, con la scusa di tenenrsi in esercizio con il golf, scorrazza nella proprietà accompagnata da Alexander e sorvegliata dal giardiniere Hillman. Alla fine, celato in un sarcofago egizio in un magazzino, Miss Marple trova il cadavere di una donna con abiti di manifattura francese.
Nessuno ha idea di chi sia la donna e del come sia giunta lì, fino a che Emma rivela di avere ricevuto qualche giorno prima una lettera da una donna francese di nome Martine che affermava di essersi sposata con Edmund proprio prima della sua morte in guerra. La polizia a questo punto ritiene che la donna nel sarcofago sia Martine, ma questa traccia si rivelerà falsa quando diventa evidente che il fisico e le mani del cadavere non possono appartenere ad una giovane contadina francese. Tuttavia, la polizia inizia a sospettare dei membri della famiglia, teoricamente spaventati dalla prospettiva di dover dividere l'eredità di famiglia con una persona in più. L'ispettore Craddock riconosce Miss Marple e, sebbene riluttante, accetta il suo aiuto nelle indagini e la autorizza a restare a servizio presso gli Ackenthorpe.
Il misterioso assassino intanto continua a colpire: a cena, il piatto di curry preparato da Miss Marple viene riempito di arsenico, causando sintomi di avvelenamento durante la notte a quasi tutti i membri della famiglia e la morte di Alfred. Pochi giorni anche Harold muore e viene ritrovato dalla cameriera nel parco, apparentemente ucciso da un colpo di fucile.
Miss Marple capisce che non può più perdere tempo e concerta con il bibliotecario del paese (Mr. Stringer) e l'ispettore Craddock un piano d'azione per attirare l'assassino allo scoperto. Fingendo un improvviso mal di gola, la sera seguente sollecita l'intervento del medico e, osservando attentamente le mani del dr. Quimper riflesse nello specchio, riconosce nel dottore l'assassino che aveva visto sul treno in corsa. Il dottore cerca di avvelenare Miss Marple, ma l'ispettore Craddock interviene e la salva.
Secondo la ricostruzione di Miss Marple, la donna strangolata era la moglie del Dottor Quimper; i due erano separati da anni, ma lei non era disposta a concedergli il divorzio, impedendo così il matrimonio del dottor Quimper con Emma. Il dottore aveva infatti progettato di assassinare tutti i membri della famiglia e infine il vecchio per ereditare il patrimonio della famiglia attraverso il matrimonio.

## Accoglienza
Benché Margareth Rutherford non riscosse l'apprezzamento di parte del pubblico e di Agatha Christie stessa nel ruolo di Miss Marple, il film ricevette critiche positive: il portale di recensioni cinematografiche Rotten Tomatoes gli dà voto 83% e il database di cinema IMDb gli assegna un punteggio di 7,4 su 10 (basato su 5330 voti).

## Colonna sonora
Il tema musicale dei titoli di testa, che verrà riproposto in tutti i film della serie su Miss Marple interpretati da Margaret Rutherford, è stato composto da Ron Goodwin.

## Curiosità
- Il ruolo di Mrs Kidder, governante di casa Ackenthorpe, fu assegnato a Joan Hickson, che nel 1987 avrebbe interpretato Miss Marple in 12 adattamenti televisivi dei romanzi di Agatha Christie prodotti dalla BBC, fra cui Istantanea di un delitto.
- Il titolo originale del popolare telefilm La signora in giallo (Murder, She Wrote), ricalca quello del film (Murder, She Said).
- Nel doppiaggio italiano del film, il nome di Miss Marple viene pronunciato così come è scritto.